# يامنة أوبوهو
يامنة أوبوهو (بالفرنسية: Yamna Belkacem)‏ (كانت تستخدم سابقًا اسم بلقاسم، من مواليد 20 فبراير 1974 في هاغو، المغرب) هي عداءة لمسافات طويلة تتنافس على الصعيد الدولي مع فرنسا.نافست لأول مرة في أحداث المسار قبل الانتقال إلى الماراثون.

## روابط خارجية
- يامنة أوبوهو على موقع الاتحاد الدولي لألعاب القوى (الإنجليزية)
- يامنة أوبوهو على موقع الاتحاد الفرنسي لألعاب القوى (الفرنسية)
- يامنة أوبوهو على موقع أوليمبيديا (الإنجليزية)